# Robert Graham Jr.
Robert Graham Jr. o R.E. Graham, pseudonimo di Robert E. Graham (Baltimora, 17 dicembre 1858 – New York, 17 luglio 1916), è stato un attore statunitense.

## Biografia
Nato nel Maryland, fu un popolare attore teatrale. Uno dei suoi ruoli più conosciuti resta quello di Cyrus Gilfain, il magnate disonesto della commedia musicale Florodora che spopolò a Broadway nei primissimi anni del Novecento. Un altro spettacolo di grande successo, prodotto da Charles Dillingham, fu nel 1914 il musical Chin Chin.
Il suo nome appare anche in alcuni film della Lubin Manufacturing Company negli anni 1913-1914.

## Spettacoli teatrali
- The Little Host (26 dicembre 1898 - Marzo 1899)
- Florodora (10 novembre 1900-25 gennaio 1902)
- Piff! Paff!! Pouf!!! (26 dicembre 1904-gennaio 1905)
- My Lady's Maid (20 settembre 1906-27 ottobre 1906)
- The Merry Widow (21 ottobre 1907-17 ottobre 1908)
- The Golden Butterfly (12 ottobre 1908-21 novembre 1908)
- The Prince of Bohemia (14 gennaio 1910-febbraio 1910)
- Tillie's Nightmare (5 maggio 1910-dicembre 1911)
- The Rose Maid (22 aprile 1922-21 settembre 1912)
- Chin Chin  (Broadway, 20 ottobre 1914-3 luglio 1915)

## Filmografia
- The Special Officer
- A Waif of the Desert, regia di Edgar Jones (1913)
- The Battle of Shiloh, regia di Joseph W. Smiley (1913)
- The Third Degree, regia di Barry O'Neil (1913)
- The Great Diamond Robbery, regia di Edward A. Morange (1914)
- The Wolf, regia di Barry O'Neil (1914)